# Tisserin de Rüppell
Ploceus galbula
Espèce
Statut de conservation UICN

 LC  : Préoccupation mineure
Le Tisserin de Rüppell (Ploceus galbula) est une espèce de passereaux appartenant à la famille des Ploceidae.

## Nomenclature
Son nom rend hommage à son descripteur, le naturaliste et explorateur allemand Eduard Rüppell (1794-1884).

## Description
Cette espèce mesure environ 14 cm de longueur pour une masse de 16 à 29 g.

## Répartition
Son aire s'étend à travers la corne de l'Afrique, l'est du Soudan et le sud de la péninsule arabique.

## Habitat
Cette espèce peuple les savanes et les prairies.